# Yaguaraparo
Yaguaraparo es un pueblo de la capital del municipio de Cajigal, península de Paria, en el Estado Sucre, Venezuela.

## Historia
Yaguaraparo fue fundado el 12 de noviembre de 1760 como pueblo de misión, por el fraile capuchino Silvestre de Zaragoza, entre indios guaraúnos que habitaban por aquella época la región. Una serie de fatales acontecimientos impidieron que el pueblo lograse evolucionar en sus primeros años y terminaron provocando el fracaso de la misión y el despoblamiento del lugar en apenas nueve años.  
A fines del siglo XVIII Yaguaraparo volvió a poblarse, en este caso por ciudadanos españoles, que se sentían atraídos por la fertilidad de su suelo. Este proceso permitió que pudiese llevarse a cabo la segunda fundación del pueblo ocurrida alrededor de 1810.         
Durante todo el siglo XIX Yaguaraparo experimentó un gradual y constante desarrollo, sostenido principalmente en el cultivo de cacao. El auge económico terminaría colapsándose a principios de los años 1930 debido fundamentalmente a la conversión de Venezuela en un país petrolero y a la devastadora Gran Depresión. 
Yaguaraparo vivió décadas en el olvido y la decadencia hasta que a mediados de los años 1960 un grupo de ciudadanos decidió unirse y comenzar a luchar para lograr la independencia territorial, del distrito Arismendi, lo cual veían como el primer paso para poder salir del atraso. 
Gracias a los esfuerzos de estos nobles ciudadanos, Yaguaraparo fue oficialmente declarado independiente el 22 de febrero de 1966 fecha a partir de la cual el pueblo no ha dejado de progresar con el objetivo de hacer cada día más felices a sus ciudadanos.
El 21 de agosto de 2018 fue la localidad más afectada por un terremoto de magnitud 7,3 en la escala de Richter que incidió en gran parte de Venezuela, Trinidad y Tobago, Granada y algunas zonas de Colombia.

## Datos básicos
- Población: 9.051 hab. (2001 INE).
- Otras poblaciones del Municipio Cajigal son Río Seco (Capital de la Parroquia Libertador), El Paujil (Capital de la Parroquia El Paujil), Bohordal, Chorochoro, Cachipal, Quebrada de la Nina, la Montana. Entre los asentamientos rurales más importantes se encuentran: Buenos Aires, Las Catanas, San Agustín, La Horqueta y Quebrada de Piedra
- Se emplaza en la costa norte del Golfo de Paria a 13 metros de altitud.
- Se comunica con el resto del país por la carretera nacional que une a Cumaná y Carúpano (por el oeste) con Güiria (en el este).
- Mantiene relaciones con Carúpano, Río Caribe, El Pilar, Tunapuy, Irapa y Güiria, y los poblados de la costa norte del estado.
- El aeropuerto comercial más cercano es el de Carúpano, aunque también Güiria tiene uno (sin vuelos comerciales regulares en los últimos años), y hay una pequeña pista en el Hato Río de Agua (Municipio Libertador).

## Economía local
Existe un predominio de las plantaciones cacaoteras, cuyo origen se remonta a finales del siglo xviii. Actualmente, estos cultivos representan un porcentaje importante de la producción agrícola, junto con el más reciente impulso del cultivo de café. 
La producción de cacao tiene dos destinos principales: la exportación y el procesamiento en las industrias transformadoras y de envasado ubicadas en el centro del país. Por su parte, el cultivo de maíz, plátano, yuca y leguminosas se desarrolla principalmente para el consumo local, al igual que la actividad pesquera que se lleva a cabo en el Golfo de Paria, la cual constituye un sustento fundamental para la población y representa una de las ocupaciones más comunes entre sus habitantes.